# Ophiogomphus mainensis
Ophiogomphus mainensis – gatunek ważki z rodziny gadziogłówkowatych (Gomphidae). Występuje na terenie Ameryki Północnej.